# Skryje (Dukovany)
Skryje (německy Skrey) jsou zaniklá vesnice, dnes součást obce Dukovany jako jedna z jejích základních sídelních jednotek. Poprvé se Skryje připomínají roku 1502, zanikly v roce 1980 kvůli výstavbě Jaderné elektrárny Dukovany. Jejich katastrální území Skryje nad Jihlavou bylo připojeno k Dukovanům. Zaniklou obec připomíná v jejím místě jen památník obětem první světové války a kaple.
Součástí Skryjí byly také Lipňany, které byly rovněž zbořeny kvůli stavbě elektrárny.

## Geografie
Skryje se rozkládaly při silnici č. II/152. Jejich území na severovýchodě prudce spadalo do údolí řeky Jihlavy, jež později zaplavily vody vodní nádrže Mohelno. Nejvýše položené místo skryjského katastrálního území je na severozápadě v trati Liščí, asi 120 m nad hladinou přehrady, absolutně kolem 420 m n. m. Na sever od bývalé obce se vypíná Háječný kopec (396 m n. m.).
Ve středu obce bývaly usedlosti celoláníků, seskupené okolo rybníčka. Pololáníci a čtvrtlánící obklopovali cestu vedoucí k velkostatku a lihovaru. Podél potůčku k lesu bydleli domkáři a chalupníci. Na návsi stávala kaplička zbudovaná v roce 1876. Na sever od obce při Jihlavě stával skryjský mlýn.

## Historie
Skryje byly dlouho součástí Dalešic, jen v roce 1502 byl nájemcem vesnice Tůma ze Skryjí.
V roce 1863 byla ve vsi založena škola, v roce 1872 byla postavena budova pro školu, budova byla v roce 1915 nadstavěna o jedno patro a také byla rozšířena na dvojtřídku.
Skryje mívaly svou školu i tělocvičnu, svou nemocnici i chudobinec. K roku 1775 bylo ve Skryjích usazeno šest celoláníků, čtyři čtvrtláníci a osm domkařů. Z celkové plochy obecního území připadalo 289 ha na pole, 4,3 ha na luka, 5 ha na zahrady, 16 ha na pastviny a 121 ha na lesy. V okolí se mezi valounky křemene nacházely též vltavíny. V roce 1971 bylo občanům obcí Skryje, Lipňany a Heřmanice oznámeno, že vesnice budou v souvislosti se stavbou Jaderné elektrárny Dukovany zničeny. Zanikly roku 1980.
Obec Skryje bývala přifařena k Rouchovanům.
V roce 2017 se na místě, kde stávala obec setkali rodáci z obce, připomněli problémy se stěhováním a vyšší úmrtnost po přestěhování z obce.
František Dvorský k celkové atmosféře Skryjska praví:
| „ | Okolí zdejší mile působí na příchozího tím, že všechny cesty osázeny jsou stromovím ovocným; vůbec je lid zdejší nejen pracovitý a pořádný, nýbrž také uvědomělý, oč nemalých zásluh si získal zemřelý nájemce panského dvora, vlastenec František Rosenbaum. | “ |

| Rok            | 1869 | 1900 | 1910 | 1950 | 1970 |
| -------------- | ---- | ---- | ---- | ---- | ---- |
| Počet obyvatel | 263  | 264  | 290  | 305  | 286  |

## Pamětihodnosti
- Kaplička
- Skryjský mlýn

## Osobnosti
- František Rosenbaum – poslanec, obchodník, hostinský a národní buditel
- Vlasta Chramostová – česká herečka, narozená v Brně, vyrostla ve Skryjích